# 552847 Steinaurél
552847 Steinaurél è un asteroide della fascia principale. Scoperto nel 2010, presenta un'orbita caratterizzata da un semiasse maggiore pari a 2,649597 UA e da un'eccentricità di 0,185852, inclinata di 14,387171° rispetto all'eclittica.
È dedicato a Marc Aurél Stein, archeologo britannico di origine ungherese.